# Scaphochlamys grandis
Scaphochlamys grandis är en enhjärtbladig växtart som beskrevs av Richard Eric Holttum. Scaphochlamys grandis ingår i släktet Scaphochlamys och familjen Zingiberaceae. Inga underarter finns listade i Catalogue of Life.